# Relaciones México-Rusia
Los Estados Unidos Mexicanos y la Federación de Rusia establecieron inicialmente relaciones diplomáticas en 1890. En 1924, México reconoció y estableció relaciones diplomáticas con la Unión Soviética. En 1930, México rompió relaciones diplomáticas con la URSS y concedió asilo a León Trotsky (quien más tarde fue asesinado en la Ciudad de México en 1940). En 1943, México y la URSS restablecieron relaciones diplomáticas. Tras la disolución de la unión, México volvió a establecer relaciones diplomáticas con la actual Federación Rusa en 1992.
Ambos países forman parte del Foro de Cooperación Económica Asia-Pacífico, Grupo de los 20 y las Naciones Unidas.

## Historia

### sigloXIX

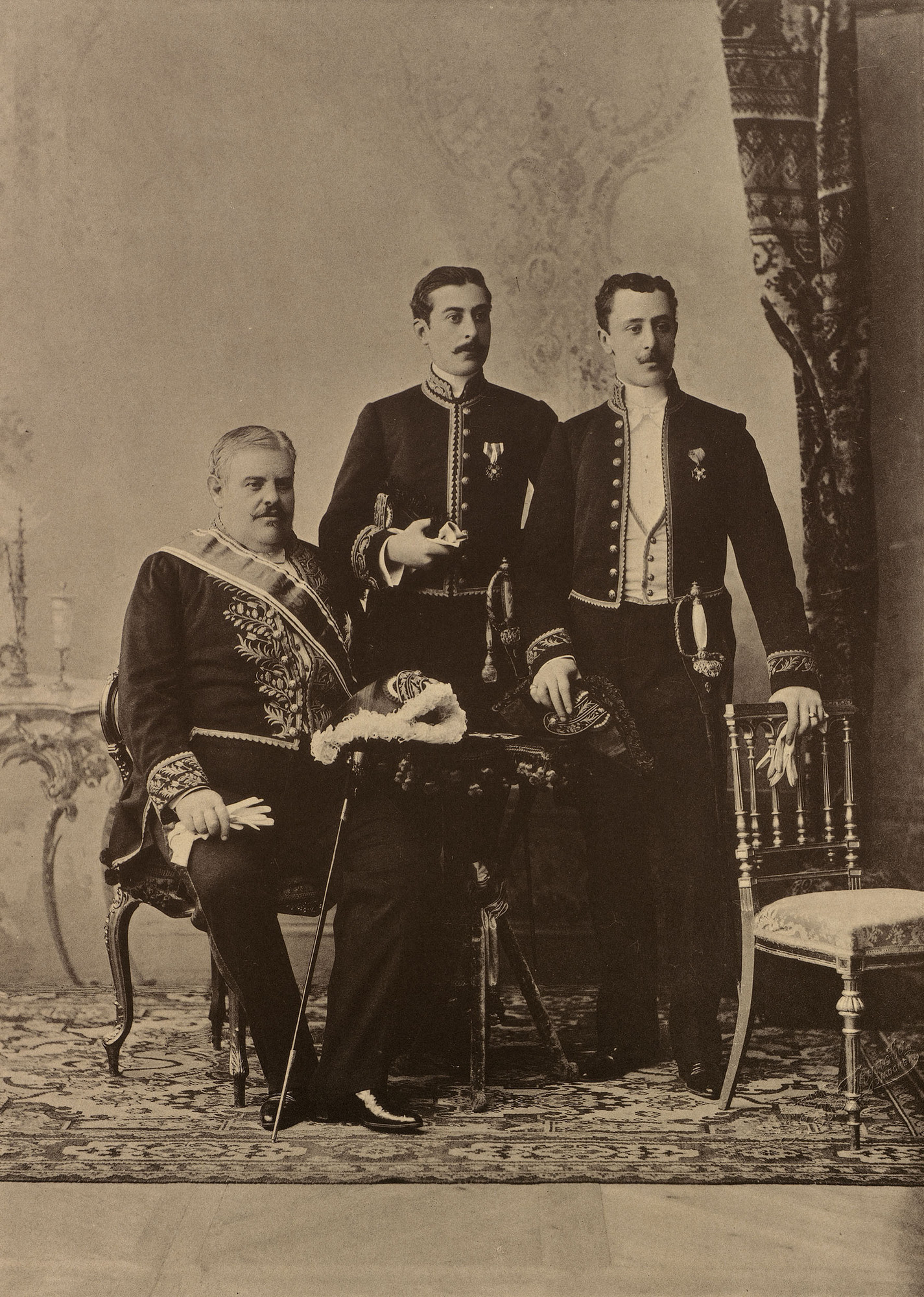
Representantes diplomáticos de México presentes en la coronación del Emperador Nicolás II de Rusia; mayo de 1896.

Bajo el zar Alejandro I, en 1806, Rusia inició un plan para colonizar los territorios de Alaska y California (esta última bajo el control de Imperio Español durante este periodo). Nikolai Rezanov, arribó a California para comerciar pieles y alimentos para la colonia rusa. Los rusos establecieron el Fuerte Ross al norte de California.
Tras la independencia de México en 1821; se establecieron contactos oficiales entre representantes de los gobiernos mexicano y ruso en Londres, con la intención mexicana de firmar acuerdos comerciales si bien asimismo con la intención de frenar la expansión rusa hacia las Californias. Sin embargo, los rusos consideraron que el intercambio comercial entre ambos países era demasiado pequeño como para un tratado. El barón Ferdinand von Wrangel, comandante militar de las posesiones rusas en América hizo también contacto con el gobierno mexicano durante un viaje a través de México entre 1835 y 1836. En 1864, el Emperador mexicano Maximiliano I nombró embajador a San Petersburgo a Francisco Serapio Mora, pero la caída del Segundo Imperio Mexicano llevó a la suspensión de relaciones diplomáticas en 1866. Así, la inestabilidad del gobierno mexicanos durante el siglo XIX obstaculizó el progreso en el establecimiento de relaciones formales entre ambos países.
Luego de varios contactos infructuosos a lo largo del siglo XIX, las relaciones diplomáticas entre México y Rusia inician de nuevo oficialmente en diciembre de 1890 con el nombramiento del barón Roman Rozen como plenipotenciario ruso por parte del zar Alejandro III. En 1891 se abrió la primera oficina consular rusa en la Ciudad de México.  Ese mismo año Pedro Rincón Gallardo y Terreros fue nombrado el primer embajador de México en Rusia.

### sigloXX
A principios del siglo XX, México tenía consulados en las ciudades rusas de Helsinki, Moscú, Riga y en San Petersburgo. Por su parte Rusia tenía consulado en la Ciudad de México, Guadalajara, Monterrey y en Veracruz. Además, México y Rusia firmaron su primer acuerdo bilateral sobre comercio y navegación. Sin embargo, durante la Revolución mexicana (1910-1917) y la Revolución rusa (1917-1923), el contacto entre ambos países se redujo a su mínima expresión. De todas formas en 1922, Vladimir Lenin envió un representante personal a la toma de posesión del socialista Felipe Carrillo Puerto como gobernador del estado mexicano de Yucatán.
No fue sino hasta 1924 cuando México reconoció a la Unión de Repúblicas Socialistas Soviéticas, siendo el primer país de América en hacerlo. En 1926, la Unión Soviética nombró a Aleksándra Kolontái como embajadora en México, convirtiéndola en la primera mujer en la historia en ocupar un puesto de esa categoría.
El 26 de enero de 1930, las dos naciones rompieron relaciones diplomáticas debido a diferencias ideológicas. En 1936, el expolítico soviético León Trotski y su esposa Natalia Sedova, se mudaron a México desde Noruega durante su exilio. El presidente mexicano Lázaro Cárdenas le dio una cálida bienvenida a Trotski, incluso organizó un tren especial para llevarlo a la Ciudad México desde el puerto de Tampico. En México, Trotski en un momento vivió en la casa de los pintores Diego Rivera y Frida Kahlo. En agosto de 1940 un agente NKVD, Ramón Mercader, asesinó a Trotski en su estudio.
En 1939 durante la Guerra de Invierno, el presidente Lázaro Cárdenas envió un mensaje de solidaridad al pueblo finlandés durante su guerra con la Unión Soviética. En 1942, México se involucró en la Segunda Guerra Mundial del lado de los Aliados, de los que la Unión Soviética era parte. En noviembre de 1942 se restablecieron los lazos diplomáticos entre México y la URSS. En 1945, un avión que transportaba al embajador soviético en México, Konstantin Umansky, se estrelló y mató al embajador y a otros funcionarios de la embajada. La pérdida del embajador soviético provocó un enfriamiento en las relaciones entre ambas naciones.
En 1959, Anastás Mikoyán, el vicepresidente del Consejo de Ministros de la URSS y brazo derecho del Premier Nikita Khrushchev, llegó a la Ciudad de México para inaugurar una macroexposición de productos técnicos y científicos soviéticos. En 1968, el Secretario de Relaciones Exteriores de México, Antonio Carrillo Flores, visitó oficialmente a la Unión Soviética, y firmó un acuerdo sobre cooperación cultural y científica entre la Unión Soviética y México. En 1973, el presidente mexicano Luis Echeverría Álvarez fue el primer jefe de Estado mexicano en visitar la URSS. Asimismo en 1978, su sucesor José López Portillo visitó también la Unión Soviética y fue signatario del Tratado de Tlatelolco.

### sigloXXI
Tras la disolución de la Unión Soviética en 1991, México continuó sus relaciones diplomáticas con la recién creada Federación Rusa, al ser ésta reconocida como sucesora legal de la URSS.
En 2004 Vladímir Putin, Presidente de la Federación de Rusia, efectuó una visita a México, la primera de un jefe de Estado ruso postsoviético a México. Un año después, Presidente Vicente Fox Quezada realizó la primera visita de un mandatario mexicano a la Federación Rusa.
En 2001 y 2013, Rusia lanzó satélites de comunicación mexicanos al espacio desde la ciudad de Baikonur, Kazajistán (Rusia administra la ciudad para programas de lanzamiento espacial). México también ha adquirido de Rusia equipo militar diverso. La Armada de México ha incluido en su arsenal vehículos terrestres BTR-60, Ural-4320, helicópteros Mil Mi-17 así como misiles antiaéreos Igla.
En 2014, durante la crisis de Crimea crisis de Crimea entre Rusia y Ucrania; México llamó a ambas partes a buscar el diálogo y una solución pacífica al asunto. El gobierno mexicano también apoyó la solicitud de las Naciones Unidas para que la comunidad internacional "respete la unidad e integridad territorial de Ucrania" y México votó a favor de la Resolución 68 de la ONU /262 reconociendo a Crimea como parte de Ucrania.
En febrero de 2020, el canciller ruso Serguéi Lavrov realizó una visita a México y se reunió con su homólogo Marcelo Ebrard. Ambos cancilleres conversaron sobre las actuales relaciones entre ambas naciones y la celebración de 130 años de relaciones diplomáticas entre ambas naciones. En abril de 2021, el canciller mexicano Marcelo Ebrard realizó una visita a Rusia con el objetivo de promover la cooperación bilateral y establecer líneas de acción prioritarias en el corto y largo plazo y discutir la cooperación conjunta contra el COVID-19.
Durante la invasión rusa de Ucrania en febrero de 2022, México condenó la acción de Rusia y solicitó el respeto a la integridad territorial de Ucrania. México también condenó al gobierno ruso en el Consejo de Seguridad de las Naciones Unidas como miembro no permanente. El gobierno mexicano anunció también que "no se contemplaba una ruptura diplomática con Moscú porque la prioridad era tener abiertas vías de diálogo". Sin embargo, México se abstuvo en la votación que expulsa a Rusia del Consejo de Derechos Humanos de la ONU. Asimismo, el Gobierno mexicano creó un Grupo de Amistad con Rusia, rechazando las sanciones impuestas a ese país.

## Visitas de alto nivel

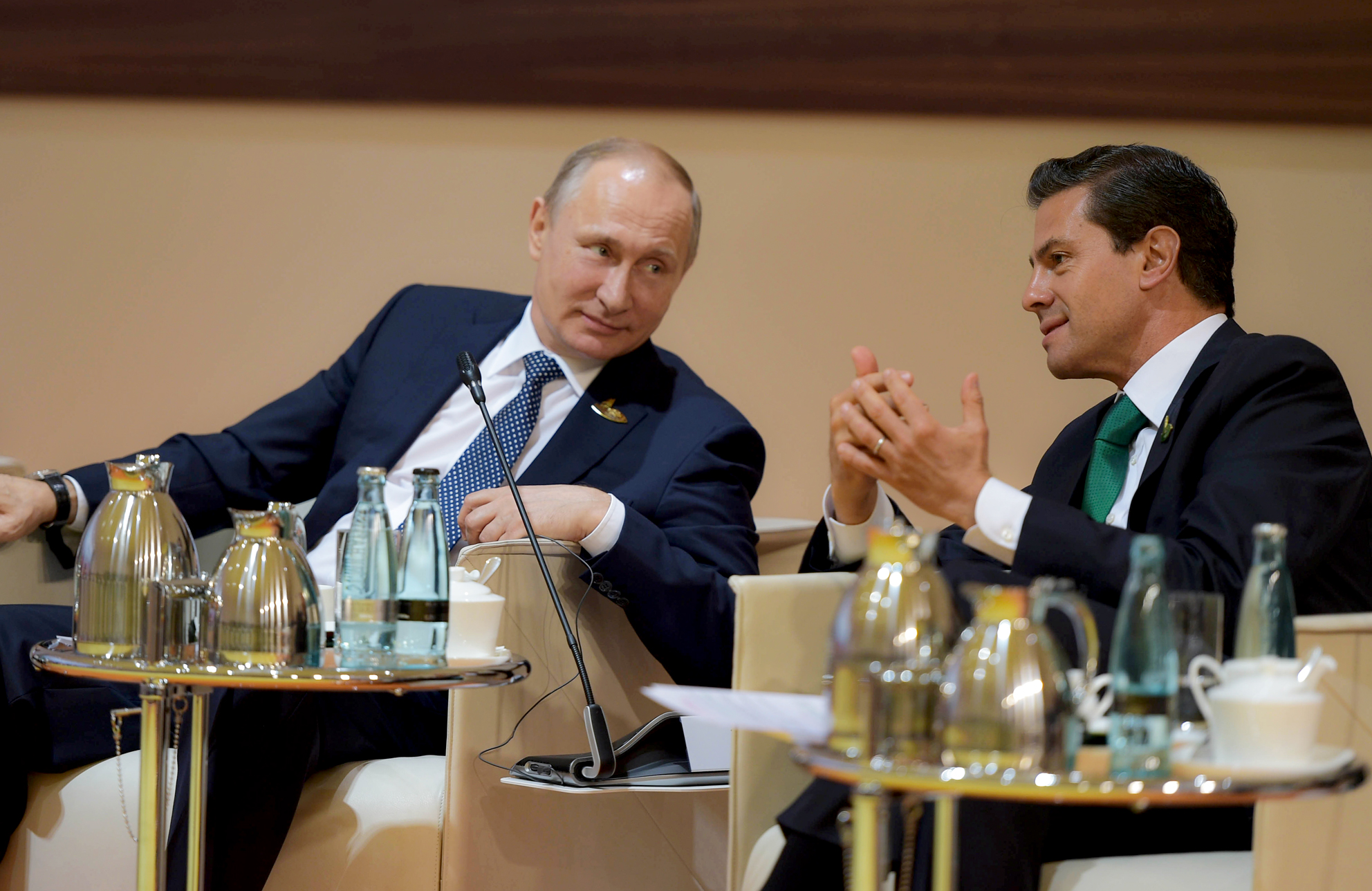
El presidente ruso Vladímir Putin y el presidente mexicano Enrique Peña Nieto, sentados juntos durante la Cumbre del G-20 de Hamburgo en julio de 2017.

Visitas de alto nivel de México a la Unión Soviética / Rusia

|                                                             |      |                  |                          |  |
| Visitante                                                   | Año  | Entidad visitada | Jefe de estado anfitrión |  |
| Secretario de Relaciones Exteriores Antonio Carrillo Flores | 1968 | Unión Soviética  | Alekséi Kosyguin         |  |
| Presidente Luis Echeverría Álvarez                          | 1973 | Unión Soviética  | Nikolái Podgorni         |  |
| Presidente José López Portillo                              | 1978 | Unión Soviética  | Leonid Brézhnev          |  |
| Presidente Carlos Salinas de Gortari                        | 1991 | Unión Soviética  | Mijaíl Gorbachov         |  |
| Secretario de Relaciones Exteriores José Ángel Gurría       | 1997 | Rusia            | Borís Yeltsin            |  |
| Secretaria de Relaciones Exteriores Rosario Green           | 2000 | Rusia            | Vladímir Putin           |  |
| Presidente Vicente Fox Quesada                              | 2005 | Rusia            | Vladímir Putin           |  |
| Secretaria de Relaciones Exteriores Patricia Espinosa       | 2008 | Rusia            | Vladímir Putin           |  |
| Secretaria de Relaciones Exteriores Patricia Espinosa       | 2011 | Rusia            | Vladímir Putin           |  |
| Presidente Felipe Calderón Hinojosa                         | 2012 | Rusia            | Vladímir Putin           |  |
| Presidente Enrique Peña Nieto                               | 2013 | Rusia            | Vladímir Putin           |  |
| Secretario de Relaciones Exteriores Luis Videgaray          | 2017 | Rusia            | Vladímir Putin           |  |
| Secretario de Relaciones Exteriores Marcelo Ebrard          | 2021 | Rusia            | Vladímir Putin           |  |

Visitas de alto nivel de la Unión Soviética / Rusia a México
|                                                  |      |                  |                             |  |
| Visitante                                        | Año  | Entidad visitada | Jefe de estado anfitrión    |  |
| Vicepresidente Anastás Mikoyán                   | 1959 | México           | Adolfo López Mateos         |  |
| Ministro de Asuntos Exteriores Yevgueni Primakov | 1996 | México           | Ernesto Zedillo             |  |
| Presidente Vladímir Putin                        | 2004 | México           | Vicente Fox Quesada         |  |
| Ministro de Asuntos Exteriores Serguéi Lavrov    | 2005 | México           | Vicente Fox Quesada         |  |
| Ministro de Asuntos Exteriores Serguéi Lavrov    | 2010 | México           | Felipe Calderón             |  |
| Presidente Vladímir Putin                        | 2012 | México           | Felipe Calderón             |  |
| Ministro de Asuntos Exteriores Serguéi Lavrov    | 2020 | México           | Andrés Manuel López Obrador |  |

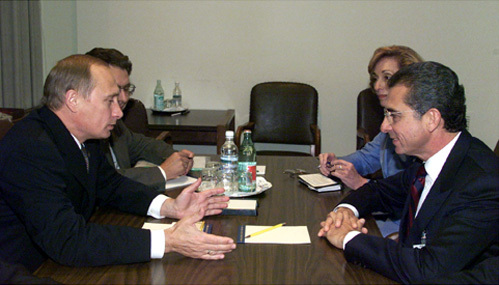
El presidente Vladimir Putin con el presidente Ernesto Zedillo en Nueva York; septiembre de 2000.
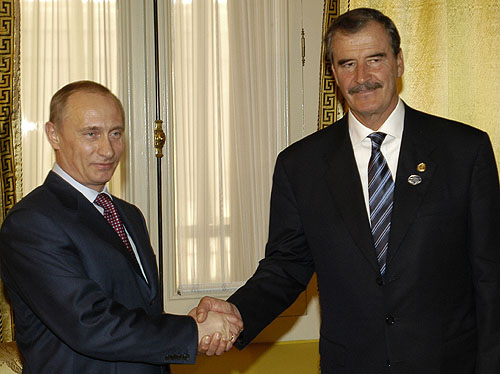
El presidente Vladimir Putin con el presidente Vicente Fox en la reunión de la Cooperación Económica Asia-Pacífico en Santiago de Chile; noviembre de 2004.
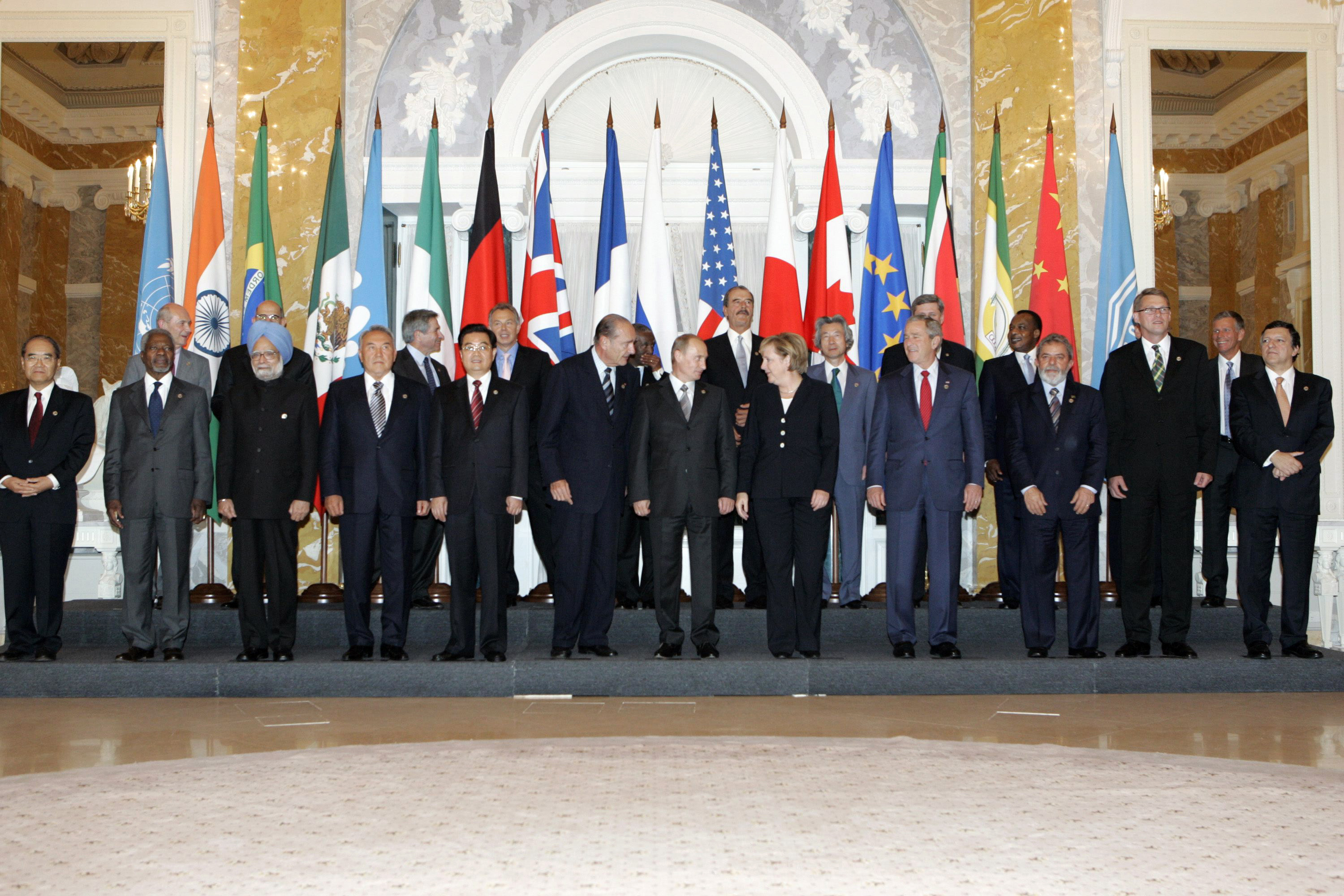
El presidente Vladimir Putin junto con el presidente Vicente Fox asistiendo al cumbre del G8 en San Petersburgo, Russia; julio de 2006.
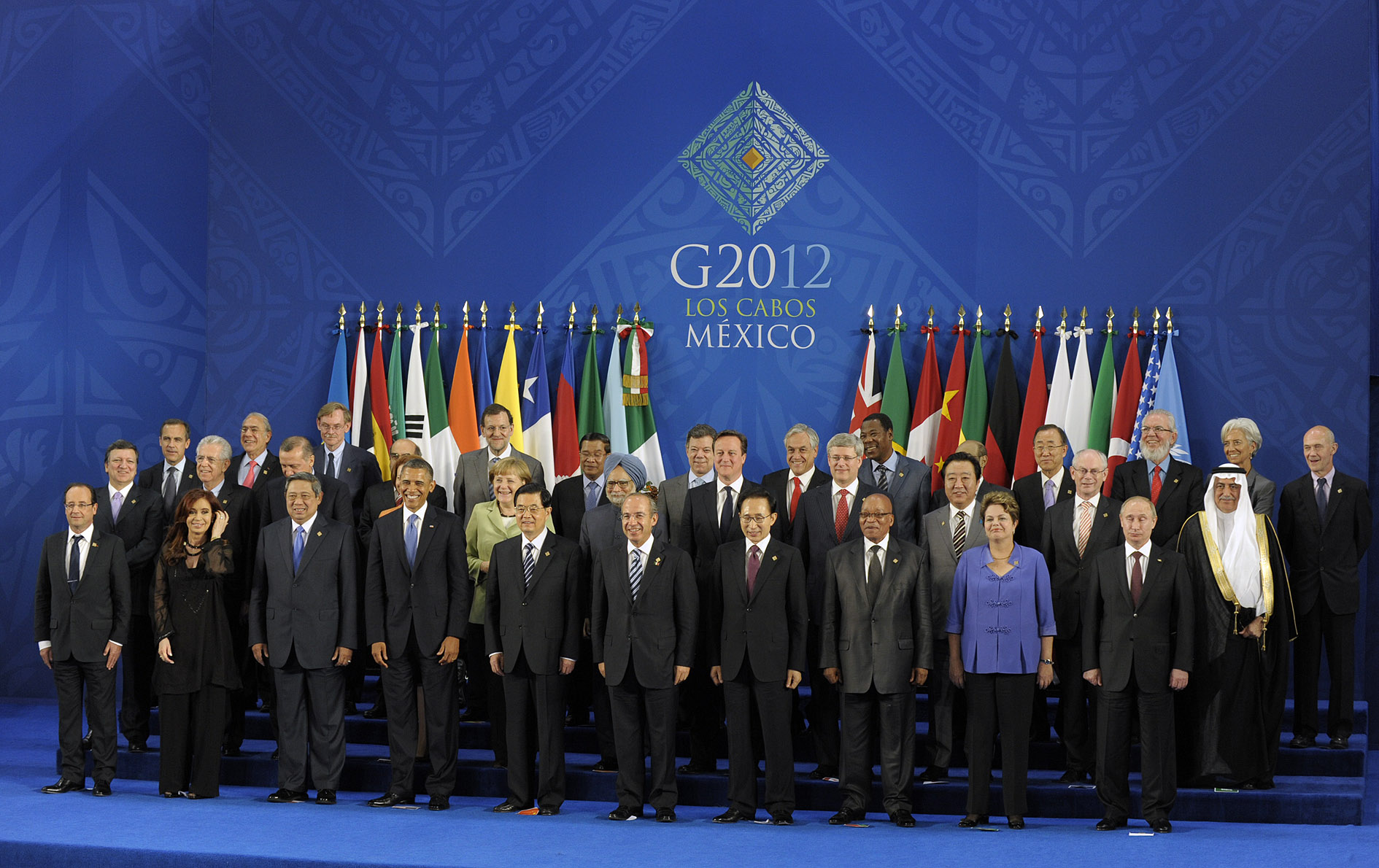
El presidente Felipe Calderón junto con el presidente Vladimir Putin asistiendo al cumbre del G20 en Los Cabos, México; junio de 2012.

## Acuerdos bilaterales
Ambas naciones han firmado varios acuerdos bilaterales, como un Acuerdo de Prohibición de Almacenar Armas Nucleares en México (y en América Latina) (1967); Acuerdo Comercial y Protocolo sobre Suministros de Maquinaria y Equipo (1973); Acuerdo de Transporte Aéreo (1976); Acuerdo de Cooperación Económica y Tecnológica (1976); Acuerdo Consular (1978); Acuerdo sobre Transporte Marítimo (1978); Acuerdo de Cooperación Científica y Técnica (1996); Cooperación en materia de Combate al Narcotráfico y a la Farmacodependencia (1996); Convenio de Cooperación en las áreas de Cultura, Educación y Deporte (1996); Cooperación Turística (1997); Acuerdo de Cooperación y Asistencia Aduanera Mutua (2003); Convenio para Evitar la Doble Imposición en Materia del Impuesto a la Renta (2004); Tratado sobre el Traslado de Reclusos para la Ejecución de Penas Penales Privativas de Libertad (2004); Tratado de Asistencia Jurídica Recíproca en Materia Penal (2005); Acuerdo de Cooperación en los usos pacíficos de la Energía Nuclear (2013) y Memorando de Entendimiento entre Instituciones Diplomáticas Extranjeras de ambas naciones (2017).

## Relación económica y comercial
En 2023, el comercio entre México y Rusia ascendió a $2.4 mil millones de dólares (USD). Las principales exportaciones de México a Rusia incluyen: partes y accesorios de vehículos de motor, teléfonos y teléfonos móviles, instrumentos médicos y alcohol. Las principales exportaciones de Rusia a México incluyen: productos de hierro o acero sin alear, aluminio en bruto, minerales y trigo.
Las empresas multinacionales rusas como Gazprom, Kaspersky Lab, LUKoil y Power Machines (entre otros) operan en México. Las empresas multinacionales mexicanas com Binbit, Cemex, Gruma, Grupo Omnilife, KidZania y Mabe (entre otros) operan en Rusia. Debido a la Guerra ruso-ucraniana, empresas como Grupo Bimbo y Nemak han suspendido sus operaciones en Rusia.

## Misiones diplomáticas residentes
- México tiene una embajada en Moscú[21]
- Rusia tiene una embajada en la Ciudad de México[22]

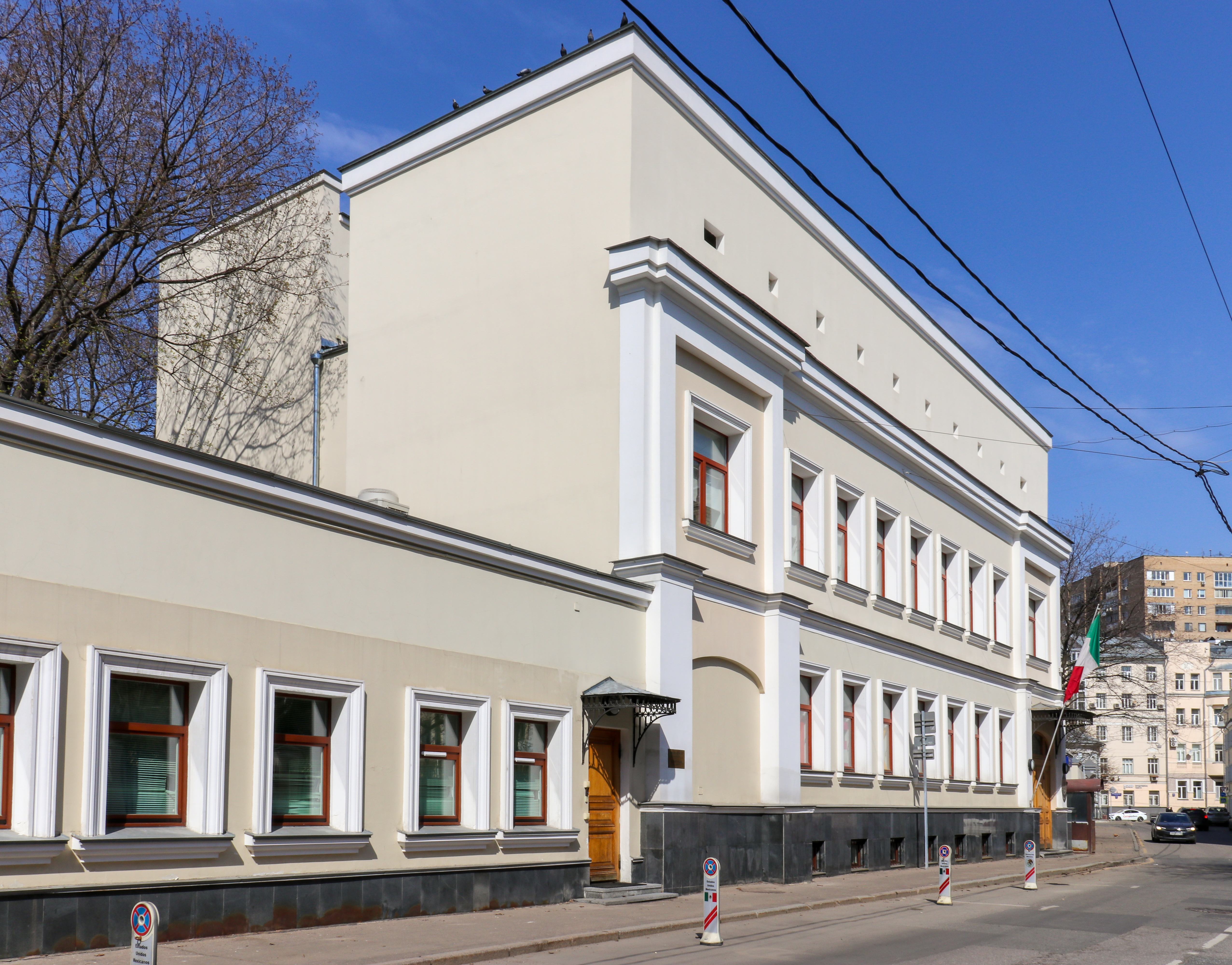
Embajada de México en Moscú
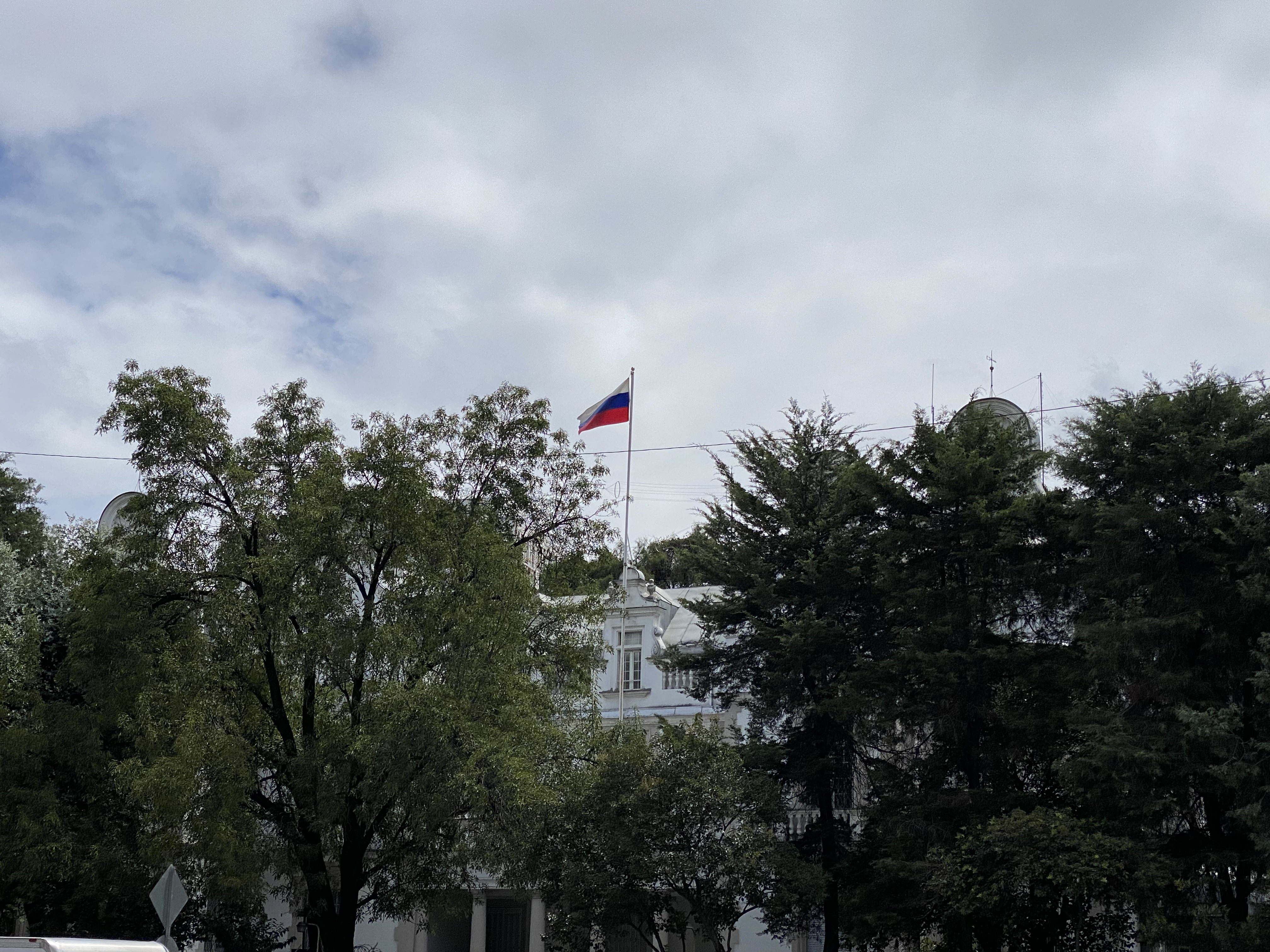
Embajada de Rusia en la Ciudad de México